# Benito Pablo Juárez García
Benito Pablo Juárez García   (Guelatao de Juárez, 21 de març de 1806 - Ciutat de Mèxic, 18 de juliol de 1872) fou un president mexicà amerindi zapoteca. Fou el primer president d'origen amerindi d'un país d'Amèrica. Juárez és considerat per alguns el més gran i més estimat president de la història de Mèxic.

## Biografia
Benito Pablo Juárez García va néixer al poble de San Pablo Guelatao, Oaxaca. Els seus pares eren camperols, els quals van morir quan ell tenia 4 anys. Va treballar com a camperol i pastor fins als 12 anys. Va emigrar a la ciutat d'Oaxaca el 1818 per a educar-se i millorar la seva condició econòmica. Aleshores, no sabia llegir ni escriure, i només parlava la llengua zapoteca.
A la ciutat d'Oaxaca, va treballar com a empleat domèstic. Un franciscà, Antonio Salanueva, impressionat per la intel·ligència i les capacitats de Juárez, i del seu desig d'estudiar, li va donar suport per a ingressar al seminari. Juárez, però, després de graduar-se del seminari, va decidir estudiar lleis.

## Carrera política
Juárez va començar a treballar com a advocat el 1834, i el 1842 es va convertir en jutge. Va ser elegit governador de l'estat d'Oaxaca de 1847 a 1853. En aquest any va exiliar-se als Estats Units, ja que havia objectat en contra del govern centralista i dictatorial del llavors president Antonio López de Santa Anna, qui en canviar la constitució, limitaria l'autonomia dels estats de la federació. Als Estats Units va treballar en una fàbrica de cigars. El 1854 va escriure el "Pla d'Ayutla", com a fonament d'una revolució liberal a Mèxic.
Enmig d'una creixent oposició, Antonio López de Santa Anna va renunciar el 1855, i Benito Juárez va retornar a Mèxic. Els liberals van formar un govern provisional amb Juan Álvarez com a president, inaugurant un important període de la història mexicana conegut com a "Moviment de Reforma". La Reforma trencava amb el poder excessiu de l'Església Catòlica i l'exèrcit, i alhora tractava de crear una societat civil moderna en una economia capitalista. La "Llei de Benito Juárez" per exemple, va abolir els privilegis especials del clergat i dels militars, i va declarar tots els ciutadans iguals sota la llei. El 1857 els liberals van escriure una nova constitució federalista. Benito Juárez es va convertir en ministre de justícia i vicepresident de Mèxic, sent Ignacio Comonfort el president.
Els conservadors, però, encapçalats per Félix Zuloaga, amb el suport dels militars i el clergat, es van rebel·lar sota el "Pla de Tacubaya", el desembre de 1857. Benito Juárez va ser arrestat, però va fugir i va encapçalar les forces liberals de la Guerra de Reforma, primerament des de la ciutat de Querétaro i després des del Port de Veracruz. El 1859 Juárez va proclamar la llei radical de la confiscació de les propietats de l'Església (que controlaven 3/4 de la terra llaurable del país). Malgrat els avantatges militars dels conservadors, els liberals, amb el suport de les forces regionals, van recuperar la ciutat de Mèxic el gener de 1861. Benito Juárez va ser elegit president el mes de març del mateix any.
La situació econòmica, després de la Guerra de Reforma, era crítica, i Benito Juárez va declarar la cessació dels pagaments del deute extern. Espanya, el Regne Unit i França van reaccionar enviant els seus exèrcits al Port de Veracruz el desembre de 1861. Espanya i el Regne Unit es van retirar quan Juárez va comprometre's a realitzar els pagaments pel tractat de la Soledad,, però l'emperador Napoleó III va envair el país, en la Intervenció Francesa, on els francesos van ser derrotats en la famosa batalla de Puebla. Tanmateix, el 1863 van retornar-hi amb més força, van prendre la capital del país i, junt amb els conservadors, van establir el sistema monàrquic a Mèxic. Benito Juárez va fugir al nord del país amb el suport dels Estats Units.
Juárez va dirigir l'oposició mexicana en contra de la Intervenció Francesa i la imposició de Maximilià d'Habsburg com a emperador de Mèxic el 1864. Maximilià, però, simpatitzava amb les polítiques liberals i nacionalistes mexicanes, i va oferir-los l'amnistia el juliol. Tanmateix, Juárez va rebutjar l'amnistia i el govern monàrquic, i es va instal·lar a Chihuahua amb els seus ministres Sebastián Lerdo de Tejada, José María Iglesias i Miguel Negrete. El 1867 les forces de l'emperador van ser derrotades i Maximilià va ser sentenciat a mort. Després de la renúncia d'Ignacio Comonfort posterior al cop d'estat, Benito Juárez va assumir la presidència interina de Mèxic per 9 anys, i el 1871 va ser reelegit president, sense votació popular, pel Congrés en la Guerra de Reforma. Va morir el 18 de juliol de 1872.

## Llegat
Avui, Benito Juárez és considerat com a reformador progressista, dedicat a promoure la democràcia i els drets humans per a tots, incloent els indígenes del país, a reduir el poder de l'Església Catòlica sobre la política mexicana, i a defensar la sobirania nacional.
La Reforma, dirigida per Juárez, va representar el triomf de les forces liberals, federalistes, anticlericals i pro-capitalistes sobre els elements conservadors, corporativistes i teocràtics que volien reconstituir un sistema similar al sistema colonial. La Reforma va reemplaçar el sistema social semi-feudal amb un sistema orientat al mercat; tanmateix, després de la mort de Benito Juárez, Porfirio Díaz va dirigir el país de manera dictatorial, i va promoure el creixement econòmic a costa dels indígenes i dels camperols.
La frase més recordada de Juárez és «Entre los individuos, como entre las naciones, el respeto al derecho ajeno es la paz» (Entre els individus, com entre les nacions, el respecte al dret del proïsme és la pau). El 1968 el congrés de la Unió Mexicana va decidir per unanimitat de posar en lletres d'or aquest apotegma a la paret d'honor de la sala plenària de la cambra de diputats. Va ser inaugurat en sessió solemne el 21 de març de 1969.

## Escrits publicats per Juárez
- Ley sobre libertad de culto
- Ley sobre la nacionalización de los bienes eclesiásticos
- Anuncio del programa del gobierno liberal
- Ley del matrimonio civil
- Secularización de los hospitales y establecimientos de beneficencia
- Cesa intervención del clero en los cementerios y camposantos
- Extinción de las comunidades de religiosas en México
- Reglamento para el cumplimiento de la ley de nacionalización